# 1656
Cette page concerne l'année 1656  du calendrier grégorien.
L'année 1656 est une année bissextile qui commence un samedi.

## Événements
- 12 octobre, Angola : accord de paix entre les Portugais et la reine du Ndongo Nzinga grâce à la médiation du séminariste capucin Antonio de Gaeta. La frontière entre le royaume de Ndongo et celui de Matamba est fixée sur le fleuve Lucala[1].
- 26 novembre : Jérémie Deschamps du Rausset est nommé lieutenant de l’île de la Tortue, chargé de reconquérir l'ile, reprise provisoirement par les Anglais. Le Français Jérémie Deschamps reprend l’île en 1659 au nom de la république des frères de la côte (flibustiers et boucaniers de la côte Nord Ouest de Saint-Domingue)[2].
- Novembre : première révolte des esclaves en Guadeloupe mené par Jean Leblanc et Pèdre. Ils sont écartelés et leurs compagnons écorchés vifs ou pendus[3].

### Asie
- Janvier, Inde : les Moghols attaquent Hyderâbâd et Golkonda ; Annexion de Javli par Shivâjî Bhonsla.
- 3 mars : arrivée à Pékin de la première ambassade russe en Chine, menée par Fedor Isakovich Baikov. Début des relations diplomatiques sino-russes[4].
- 23 mars, querelle des Rites : décret du pape Alexandre VII qui autorise les rites malabares et les rites chinois après examen du Saint-Office[5].
- 12 mai : les Hollandais, alliés au roi de Kandy Râjasimha II, prennent Colombo aux Portugais[6].

- 15 septembre : Mehmet Köprülü (1575-1661), d’origine albanaise, devient grand vizir de l'Empire ottoman (fin en 1661)[7].

- 26 octobre, Royaume d'Ayutthaya : début du règne de Narai, roi du Siam (fin en 1688)[8].

- Chine : Koxinga occupe l’île de Chongming à l’estuaire du Yangzi Jiang[9].

### Europe
- 17 janvier : traité de Königsberg. L'électeur Frédéric Guillaume Ier de Brandebourg accepte de substituer la suzeraineté suédoise à celle de la Pologne sur son duché de Prusse[10].
- 24 janvier, guerre civile en Suisse : victoire des cinq cantons catholiques à la bataille de Villmergen sur les Bernois[11].

- 7 mars : la paix est rétablie en Suisse à Baden grâce à la médiation de la France et des cantons neutres[12].

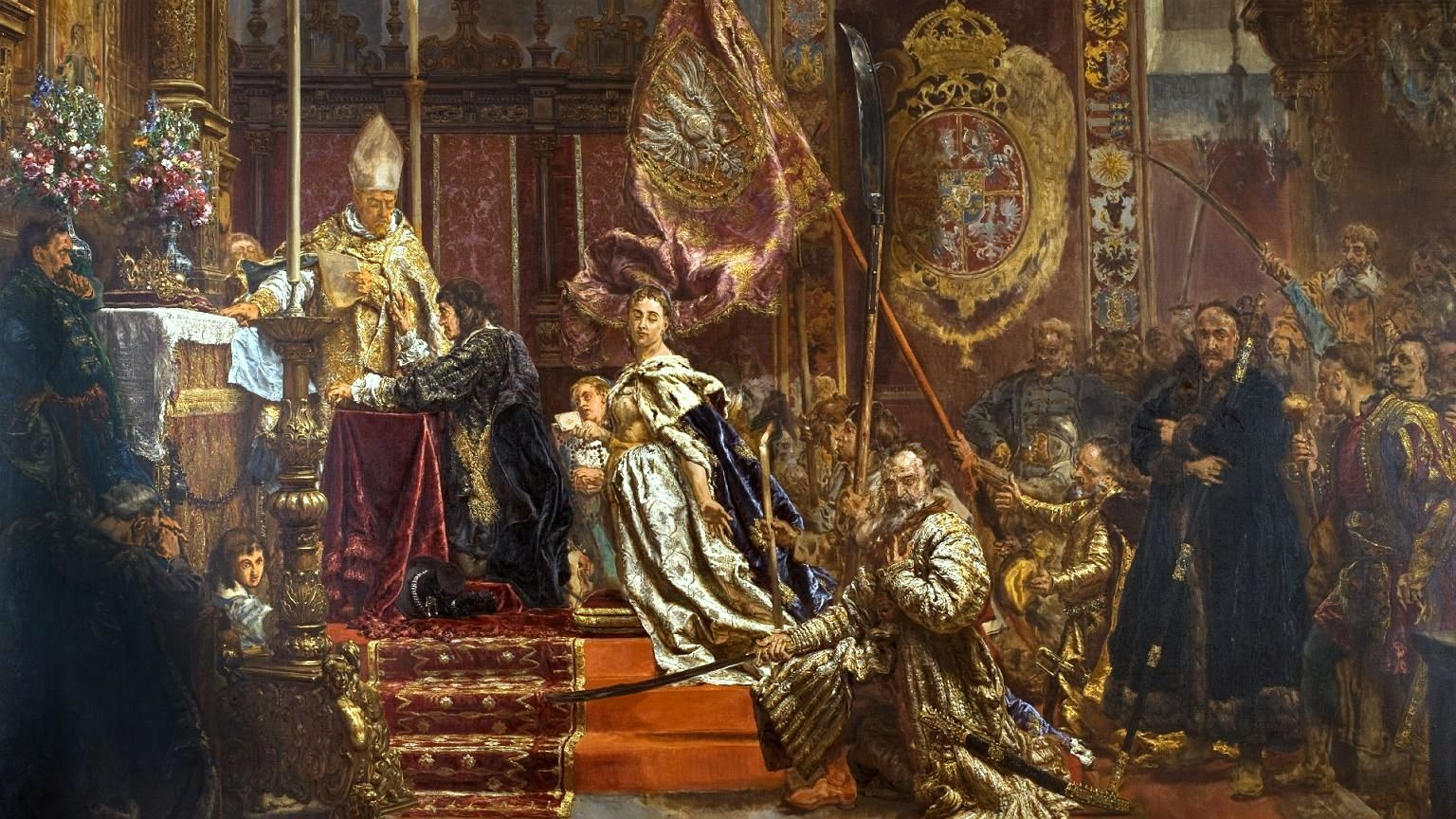
: vœux de Jean II Casimir Vasa à la Vierge Marie à Lvov. Les exactions des protestants réveillent le patriotisme catholique en Pologne. Jean II Casimir Vasa réapparaît à Lvov, puis reprend Varsovie (20 juin). Charles X Gustave de Suède, attaqué par l’empereur, le roi de Danemark et par le tsar parvient à reprendre la ville à deux reprises, avec l’aide de Frédéric-Guillaume de Brandebourg puis de Georges II Rákóczy. Tableau de Jan Matejko.

- 1er avril : le roi de Pologne Jean II Casimir Vasa entre triomphalement à Lvov ; il consacre la Pologne à la Vierge Marie[13].
- 3 avril : mort de Paul de Kolomna (it), dernier évêque traditionaliste de Russie, exécuté sur le bûcher à Novgorod[14]. Le manque d’évêques entraînera la disparition du sacerdoce chez les « vieux-croyants » et l’apparition de deux courants : au nord et en Sibérie, les « sans prêtres » désignent leurs propres chefs ; les autres décident de recourir aux prêtres de l’Église officielle[15].
- 7 avril : le Grand-Électeur de Brandebourg, allié des Suédois, qui convoite la Grande-Pologne, est battu par l’hetman polonais Stefan Czarniecki à Warka, sur la Pilica[16].

- 15 juin : traité de Mariembourg. Alliance militaire entre la Suède et Frédéric-Guillaume de Brandebourg pour la pacification de la Pologne[10].

- 20 juin : première bataille de Varsovie dans la première guerre du Nord[10].

- 28-30 juillet[17] : victoire suédoise à la seconde bataille de Varsovie[10].
- Juillet, Madrid : pourparlers de paix entre la France et l'Espagne[18].
- 22 août - 6 octobre : échec du siège de Riga par les troupes russes[17].
- 14 septembre : Léopold Ier est couronné roi de Bohême[19].
- 19 septembre : bataille de Cadix[20]. Une flotte anglaise conduite par l'amiral Blake s'empare de deux galions espagnols et de leur chargement venant d'Amérique.
- 8 octobre, première guerre du Nord : victoire de Wincenty Korwin Gosiewski avec 13 000 lituaniens submergea une force suédo-brandebourgeoise lors de la bataille de Prostken dans le duché de Prusse[21].
- 3 novembre : traité de Niémetz (Nimieza[17]) ou de Wilno[22], avec la médiation impériale : la succession polonaise à la mort de Jean-Casimir sera offerte à Alexis Ier, qui devra abandonner en échange ses conquêtes en Lituanie et en Ukraine, et s’allier avec la Pologne contre la Suède.
- 6 novembre : mort de Jean IV de Portugal. Début du règne de Alphonse VI, roi de Portugal (fin en 1683) sous la régence de sa mère Louise-Françoise de Guzmán (fin le 28 juin 1662)[23].
- 20 novembre : traité de Labiau entre le prince-électeur de Brandebourg Friedrich Wilhelm le roi de Suède Charles X Gustave, qui reconnaît la souveraineté de l'électeur sur le duché de Prusse[10].
- 19 décembre[24] : ouverture d'une synagogue à Londres, la première depuis 1290. Oliver Cromwell autorise officieusement le retour des Juifs en Angleterre après l'action de Manasse ben Israël.

- La peste atteint Gênes, Rome et Naples (1656-1657)[25]. Naples, la ville la plus importante d'Europe (300 000 habitants au début du siècle), perd 50 % de sa population. Gênes et la Ligurie, 20 % (90 000 âmes sur 440 000). Rome, 17 % (réduite à 100 000 habitants).
- Fondation de la banque de Stockholm par Johan Palmstruch. Apparition des premiers billets de banque en Suède après 1661[26].

#### France
- 23 janvier : Les Lettres provinciales de Blaise Pascal au sujet des disputes présentes de la Sorbonne alertent l'opinion publique[27].
- 29 janvier : le Grand Arnauld est exclu de la faculté de théologie de l'université de Paris sous la pression des jésuites[27].

- 24 mars : miracle de la sainte épine à Port-Royal : guérison de Marguerite Périer, nièce de Pascal[28].
- Mars : Claude Bouchu devient intendant de Bourgogne (fin en 1683)[29].

- 27 avril : une déclaration organise l'institution des hôpitaux généraux, à l’origine du grand « renfermement des pauvres » et des vagabonds[30].
- 16 juillet : Les troupes françaises sont mises en déroute et contraintes de lever le siège de Valenciennes[31]. Le parlement de Paris en profite pour relever la tête.
- 18 juillet : déclaration royale prévoyant l’envoi de commissaires en province pour une application rigoureuse de l’édit de Nantes (appliqué en 1661)[32].
- 18 août : reprise de Condé par les Espagnols[31].
- 25 septembre : le cardinal de Retz, pour importuner Mazarin, menace d’interdire le diocèse de Paris[33].
- 27 septembre : Turenne prend La Capelle[31].

## Naissances en 1656
- 2 mars : Jan Frans van Douven, peintre de portraits des Pays-Bas méridionaux († 1727).

- 9 avril : Francesco Trevisani, peintre rococo italien († 30 juillet 1746).
- 10 avril : René Lepage de Sainte-Claire, seigneur de Nouvelle-France († 4 août 1718).
- 25 avril : Giovanni Antonio Burrini, peintre italien de l'école de Bologne († 1727).

- 31 mai : Marin Marais, musicien français († 15 août 1728).

- 5 juin : Joseph Pitton de Tournefort, botaniste français († 28 décembre 1708).
- 11 juin : Antonio Cifrondi, peintre italien († 30 octobre 1730).

- 15 août : Léon Potier de Gesvre, cardinal français, archevêque de Bourges († 12 novembre 1744).

- 6 septembre : Guillaume Dubois, cardinal et homme politique français († 10 août 1723).

- 10 octobre : Nicolas de Largillierre, peintre français († 20 mars 1746).
- 29 octobre : Edmond Halley, astronome anglais († 14 janvier 1742).

- 23 novembre : Jacob de Heusch, peintre néerlandais († 8 mai 1701).
- 29 novembre : Jan Vermeer van Haarlem le jeune,  peintre et graveur paysagiste néerlandais († 28 mai 1705).

- Date précise inconnue :
  - Johannes Gottlieb Glauber, peintre néerlandais († 1703).
  - Gomidas Keumurdjian, prêtre catholique arménien, martyr, bienheureux († 5 novembre 1707).
  - Andrea Porta, peintre italien de la période baroque († 5 avril 1723).
  - Willem Wissing, peintre portaitiste hollandais  († 10 septembre 1687).

## Décès en 1656
- 3 janvier : Molé, chancelier de France (° 1584).
- 13 janvier : Martin de la Mère de Dieu, carme déchaux espagnol (° 1579).
- 16 janvier : Roberto de Nobili, prêtre jésuite italien (° septembre 1577).
- 18 janvier : Auguste de Saxe-Lauenbourg, prince de la maison d'Ascanie (° 17 février 1577).

- 25 février : Madame de Guise (Henriette Catherine de Joyeuse), grand-mère de Mlle (° 13 janvier 1585).

- 24 avril : Thomas Fincke, mathématicien et médecin danois (° 6 janvier 1561).
- 27 avril :
  - Jan Van Goyen, peintre néerlandais (° 13 janvier 1596).
  - Gerrit van Honthorst, peintre néerlandais (° 4 novembre 1590).
- 29 avril : Baccio del Bianco, peintre, ingénieur, scénographe et architecte italien (° 4 octobre 1604)

- 17 mai : Dirck Hals, peintre néerlandais (° 19 mars 1591).

- 9 juin : Thomas Tomkins, compositeur gallois (° 1572).
- 19 juin : Ann Hibbins, veuve de Boston condamnée à mort pour sorcellerie[34].
- 28 juin : Jean Neeffs, augustin flamand (° 1576).
- 29 juin : Afonso Mendes, prêtre jésuite et théologien portugais (° 18 août 1579).

- 17 août : Mlle de Chartres, la dernière fille de Gaston et Marguerite. Elle avait beaucoup de charme et ses parents avaient décidé de la garder avec eux à Blois au lieu de la confier à un couvent.
- 19 août :  Jean de Chokier de Surlet, canoniste et écrivain de la principauté de Liège (° 14 janvier 1571).

- 16 septembre : Jacob Jansz van Velsen, peintre néerlandais (° vers 1597).

- 6 novembre : Jean IV, roi de Portugal (° 18 mars 1604).

- 28 décembre : Laurent de La Hyre, peintre français (° 27 février 1606).
- 29 décembre : Geronima Mazzarini, sœur du cardinal Mazarin et mère d'un lot important de Mazarinettes.

- Date précise inconnue :
  - Guido Ubaldo Abbatini, peintre baroque italien (° vers 1600).
  - Pietro Afesa, peintre italien (° 1579).
  - Jacopo Barbello, peintre baroque italien (° 1590).
  - Agostino Beltrano, peintre italien de l'école napolitaine (° 1607).
  - Remigio Cantagallina, peintre et graveur italien (° 1582 ou 1583).
  - Nicolas Chaperon, peintre, dessinateur et graveur français (° 19 octobre 1612).
  - Francisco Collantes, peintre d'histoire, de compositions religieuses, de paysages, de natures mortes et de fleurs espagnol (° 1599).
  - Robert Mansell, militaire et homme politique britannique (° 1573).